# Todd Rogers
Todd Jonathan Rogers (Santa Bárbara, 30 de setembro de 1973) é um voleibolista de praia dos Estados Unidos. Dentre suas principais conquistas estão o Campeonato Mundial de Gstaad, em 2007, e a medalha de ouro olímpica no ano seguinte, nos Jogos de Pequim.

## Carreira
Rogers iniciou sua carreira no voleibol ainda na Universidade da Califórnia em Santa Bárbara (UCSB), onde integrou a equipe de quadra entre 1993 e 1996. Em 1995 disputou seu primeiro torneio na praia ao lado de Canyon Ceman.
Após a universidade, Rogers passou a jogar com seu parceiro de high school Dax Holdren nos torneios nacionais (AVP Tour) e no Circuito Mundial da Federação Internacional de Voleibol. Em 2000, Rogers e Holdren venceram pela primeira vez uma etapa do circuito mundial em Rosarito, no México.
Em 2002, Rogers desfez a dupla com Holdren após seis anos e passou a jogar ao lado de Sean Scott. A dupla subiu ao pódio quatro vezes na AVP Tour, mas não obteve o mesmo sucesso no circuto da FIVB, tendo dois quarto lugares como melhor resultado.

### Sucesso com Dalhausser
Com 11 anos de experiência no voleibol de praia profissional, Rogers pensou que precisava de alguém para ajudá-lo a chegar ao melhor nível. Em 2006 formou parceria definitiva Phil Dalhausser, após disputarem uma única etapa em 2005 em substituição a Scott. Ele acreditava que Dalhausser tinha o potencial para se tornar um dos melhores jogadores do mundo e passou a desempenhar os papéis de parceiro e treinador.
Em 2007 a dupla venceu o Campeonato Mundial em Gstaad, na Suíça, tornando-se a primeira equipe dos Estados Unidos a ganhar o torneio.

### Jogos Olímpicos

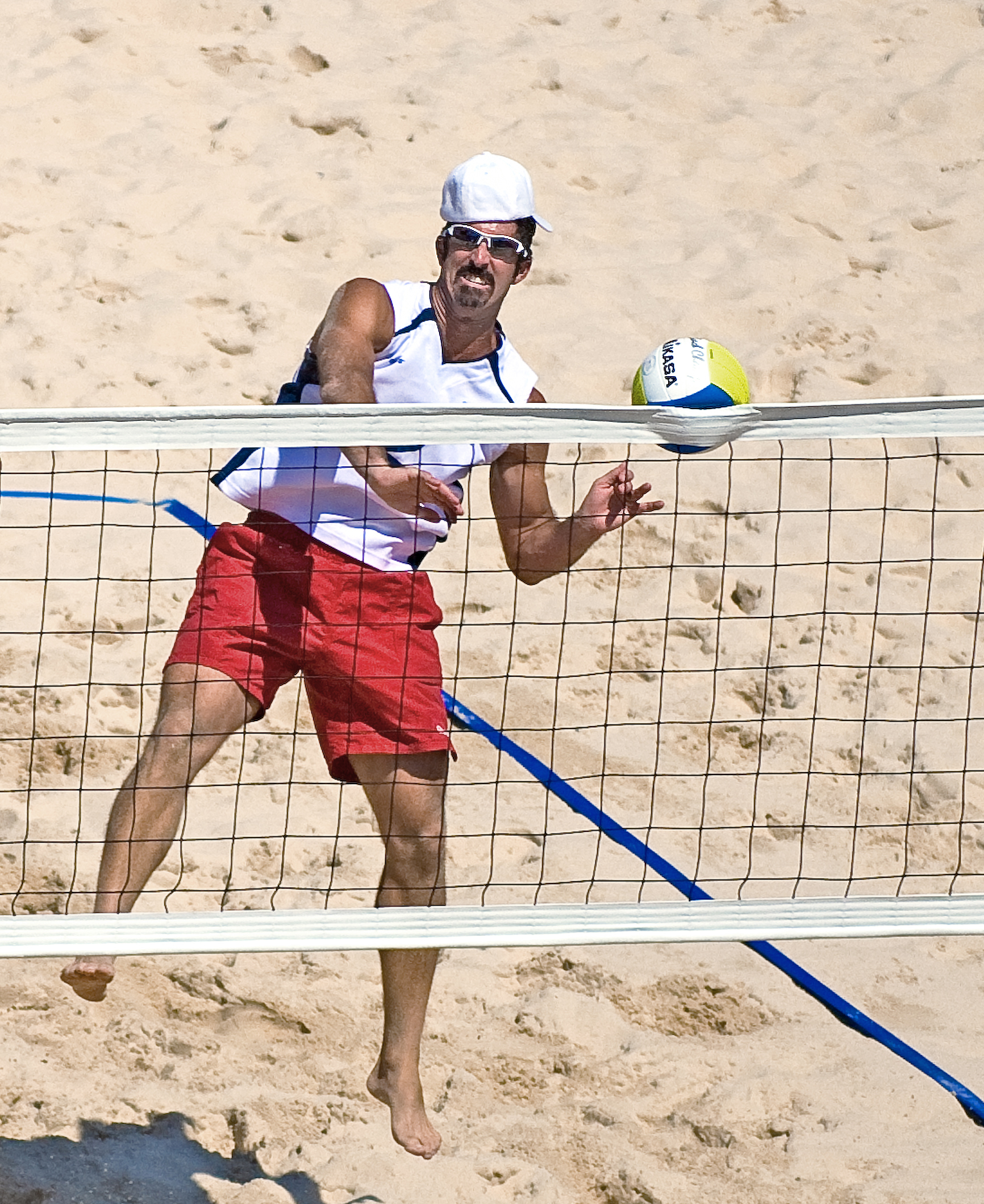
Rogers durante a final olímpica de 2008.

Apesar de classificado como o número 4 do mundo, Rogers e seu então parceiro Sean Scott não foram selecionados para as duas vagas disponíveis para as equipes dos Estados Unidos que representariam o país nos Jogos Olímpicos de Atenas, em 2004. Rogers foi nomeado reserva, mas não jogou.
Já jogando ao lado de Dalhausser, Rogers qualificou-se para os Jogos Olímpicos de Pequim como os principais cabeças-de-chave da competição após o desempenho no processo de qualificação internacional durante o ciclo olímpico.
Dalhausser e Rogers tiveram um registro de 6 vitórias e apenas 1 derrota em seus primeiros Jogos Olímpicos. Após perderem na estreia para os letãos Aleksandrs Samoilovs e Mārtiņš Pļaviņš, eles obtiveram uma sequência de seis vitórias até o término dos Jogos.
Na disputa pela medalha de ouro venceram por 2 sets a 1 a Márcio Araújo e Fábio Luiz Magalhães, do Brasil.